# Tadeusz Ostaszewski
Tadeusz Ostaszewski (ur. 21 października 1918 w Krakowie, zm. 30 września 2003 tamże) – polski rzeźbiarz, profesor Krakowskiej Akademii Sztuk Pięknych.

## Życiorys
Był synem Edwarda Ostaszewskiego i Eleonory z Wypychowskich. W 1939 wziął udział w kampanii wrześniowej broniąc Warszawy. W czasie okupacji hitlerowskiej był w Krakowie zastępcą dowódcy kompanii batalionu „Żelbet” AK (pseudonim „Jacek”). Kawaler orderu Virtuti Militari za udział w kampanii wrześniowej. Był rzeźbiarzem i profesorem Krakowskiej Akademii Sztuk Pięknych.
Ojciec muzyka Jacka Ostaszewskiego (i dziadek aktorki Mai Ostaszewskiej).